# Marc-Michel
 (décembre 2012).
Si vous disposez d'ouvrages ou d'articles de référence ou si vous connaissez des sites web de qualité traitant du thème abordé ici, merci de compléter l'article en donnant les références utiles à sa vérifiabilité et en les liant à la section « Notes et références ».
Pour les articles homonymes, voir Marc Michel et Michel.
Marc-Antoine-Amédée Michel, dit Marc-Michel, est un dramaturge, poète et journaliste français, né à Marseille le 22 juillet 1812 et mort à Paris 9e le 12 mars 1868.

## Biographie
En 1821, Marc-Michel commence ses études à Aix-en-Provence au collège Saint-Louis, tenu par les jésuites et dirigé alors par le père Jean Nicolas Loriquet, pour les poursuivre au collège de Marseille. Il publie ses premières tentatives littéraires dans Le Sémaphore, un recueil de poésies mélancoliques, sous le pseudonyme de Scribomane Job.
En 1834, il part pour Paris. Il commence par y publier des poésies dans la Revue de France, puis dans la Revue des théâtres, où il fait la connaissance d'Eugène Labiche et d'Auguste Lefranc. Il change dès lors de genre : il se met à écrire pour le théâtre, tout en donnant dans le Journal général des tribunaux des comptes-rendus  spirituels et amusants d'audiences correctionnelles.
En 1838, Labiche, Lefranc et Marc-Michel fondent la « société dramatique Paul Dandré », pseudonyme littéraire collectif destiné à la production de vaudevilles et de drames. Un contrat en bonne et due forme lie les trois débutants qui s'engagent à réserver toute leur production à la jeune entreprise. Ils reçoivent le soutien du dramaturge à succès Eugène Scribe, cousin d'Auguste Lefranc, mais l'expérience ne dure que deux années et chaque membre reprend sa liberté, tout en conservant des relations amicales et professionnelles.
À l'exception de deux drames et d'un roman, Le Mari de Mme Gaillardot paru en 1840, toute l'œuvre de Marc-Michel consiste en comédies-vaudevilles et en pochades qui se caractérisent par l'excentricité bouffonne du langage et des situations. Il est ainsi l'auteur d'une centaine de pièces, soit seul, soit en collaboration avec Labiche (pour la moitié d'entre elles), Jacques Ancelot, Auguste Anicet-Bourgeois, Édouard Brisebarre, Henri Chivot, Adolphe Choler, Alfred Delacour, Louis Dugard, Dumanoir, Émile Fontaine, Emmanuel Gonzalès, Eugène Grangé, Ernest Jaime, Laurencin, Auguste Lefranc, Lockroy fils, Jules Lorin, Albert Maurin, Alexandre Peupin, Paul Siraudin et Charles Varin.
Plusieurs de ces œuvres remportent de grands succès, en particulier celles écrites avec Labiche, la plus célèbre étant Un chapeau de paille d'Italie, considéré comme un chef-d'œuvre du genre. Leur collaboration cesse en 1862 après La Station Chambaudet. Les deux hommes conserveront néanmoins des relations d'amitié jusqu'à la mort de Marc-Michel le 12 mars 1868 à Paris.

## Œuvre

### Théâtre
- 1837 : La Cuvette d'eau (avec Eugène Labiche et Auguste Lefranc)
- 1838 :
  - Monsieur de Coyllin ou l'Homme infiniment poli (avec Labiche et Lefranc)
  - Le Capitaine d'Arcourt ou la Fée du château (avec Labiche et Lefranc)
  - L'Avocat Loubet (avec Labiche et Lefranc)
- 1839 :
  - La Forge des Châtaigniers (avec Labiche et Lefranc)
  - La Peine du Talion (avec Labiche et Lefranc)
  - L'Article 960 ou la Donation (avec Labiche, Lefranc et  Lancelot)
- 1840 :
  - Louisette ou la Chanteuse des rues, comédie en deux actes (avec Fontaine)
  - Rifolard, comédie en trois actes  (avec Fontaine)
  - Le Fin mot (avec Labiche et Lefranc)
  - Bocquet père et fils ou le Chemin le plus long (avec Labiche et Laurencin)
- 1841 :
  - Pierrot, comédie en un acte
  - Torrino le savetier, comédie en trois actes
- 1842 :
  - Le Nourrisson (avec Fontaine), Variétés, 20 juin
  - Qui se ressemble se gène (avec Fontaine)
- 1843 :
  - L'Enlèvement de Déjanire, comédie en un acte (avec Albert Maurin), Variétés, 9 février
  - Un vœu de jeune fille, comédie en un acte
  - Quand l’amour s’en va, comédie en un acte (avec Laurencin)[5]
- 1847 : Le Bonheur en bouteille, comédie en un acte
- 1848 :
  - Les Deux pommades, comédie en un acte
  - Le Baromètre, ou la Pluie et le Beau Temps (avec Labiche et Lefranc)
  - A moitié chemin (avec Labiche et Lefranc)
- 1849 :
  - Phœbus et Borée, comédie en un acte
  - Le Tigre du Bengale  (avec Édouard Brisebarre)
  - Sans le vouloir, comédie en un acte
- 1850 :
  - La Cuisinière bourgeoise, comédie en deux actes
  - La Fille bien gardée (avec Labiche)
  - Un bal en robe de chambre (avec Labiche)
  - Les Prétendus de Gimblette (avec Labiche, Lefranc et Senneif)
  - Les Extases de M. Hochenez, comédie en un acte
- 1851 :
  - Une clarinette qui passe (avec Labiche)
  - La Femme qui perd ses jarretières (avec Labiche)
  - On demande des culottières (avec Labiche)
  - Mam'zelle fait ses dents (avec Labiche)
  - Un chapeau de paille d'Italie (avec Labiche)
  - Le Souper de la marquise, comédie en un acte
  - J’ai marie ma fille, comédie en un acte (avec Laurencin)[6]
- 1852 :
  - Maman Sabouleux (avec Labiche)
  - Un monsieur qui prend la mouche (avec Labiche)
  - Soufflez-moi dans l'œil (avec Labiche)
  - Les Suites d'un premier lit (avec Labiche)
  - Edgar et sa bonne (avec Labiche)
  - Le Chevalier des dames (avec Labiche)
  - Mon Isménie (avec Labiche)
- 1853 :
  - Un notaire à marier (avec Labiche et Beauplan)
  - La Chasse aux corbeaux (avec Labiche)
  - Quand on attend sa bourse, comédie en un acte
  - Les Orientales, scènes de la vie turque en un acte (avec Brisebarre)
- 1854 :
  - Un mari qui prend du ventre (avec Labiche)
  - Espagnolas et Boyardinos (avec Labiche)
  - Ôtez votre fille, s'il vous plaît (avec Labiche)
  - Cerisette en prison 
  - Un voyage autour de ma femme 
  - La Rose de Bohême, comédie en un acte
  - Le Sabot de Marguerite, comédie en un acte
- 1855 :
  - La Perle de la Canebière (avec Labiche)
  - Monsieur votre fille (avec Labiche)
  - Les Précieux (avec Labiche et Lefranc)
  - Montre perdue, comédie en un acte
  - Un voyage du haut en bas, comédie en trois actes
- 1856 :
  - Trilogie de pantalons, comédie en un acte
  - En pension chez son groom (avec Labiche)
  - Monsieur de Saint-Cadenas (avec Labiche)
  - La Fiancée du bon coin (avec Labiche)
  - Si jamais je te pince !... (avec Labiche)
  - Mesdames de Montenfriche (avec Labiche)
- 1857 :
  - La Dame aux jambes d'azur (avec Labiche)
  - Le Secrétaire de Madame (avec Labiche)
  - Un gendre en surveillance (avec Labiche)
- 1858 :
  - Une soirée périlleuse, comédie en un acte
  - Je croque ma tante (avec Labiche)
  - Le Grain de café (avec Labiche)
  - Faut-il des époux assortis ? en un acte
  - Le Calife de la rue Saint-Bon (avec Labiche)
  - L'Avocat du diable
- 1859 :
  - L'Omelette à la Follembuche, opérette bouffe en un acte (avec Labiche et Léo Delibes)
  - Les Suites d'un bal masqué
  - Les Méli-mélo de la rue Meslay, comédie en un acte (avec Adolphe Choler)
- 1860 :
  - J'invite le colonel ! (avec Labiche)
  - Les Deux Timides (avec Labiche)
  - J'ai perdu mon Eurydice, comédie en un acte
  - Les Amours de Cléopàtre, comédie en trois actes
- 1861 :
  - Le Mystère de la rue Rousselet (avec Labiche)
  - Deux nez sur une piste, comédie en un acte (avec Choler)
  - Les Voisins de Molinchart, comédie en trois actes (avec Alfred Delacour)
- 1862 :
  - La Station Champbaudet (avec Labiche)
  - Les Voisins Vacossard, comédie en un acte
- 1863 :
  - Les Finesses de Bouchavannes
  - Les Balayeuses